# Serbien i Eurovision Song Contest 2011
Serbien deltog i Eurovision Song Contest 2011 i Düsseldorf, Tyskland och valde artist och bidrag genom en nationell final, som anordnas av serbiska Radio-televizija Srbije (RTS). Den låt som fick representera Serbien i Eurovision Song Contest 2011 blev "Čaroban" framförd av Nina Radojčić

## Tävlingsupplägg
Duška Vučinić-Lučić, RTS:s PR-manager för Eurovision Song Contest, sade i en intervju att RTS kommer använda samma upplägg från föregående år. Detta innebar att tv-tittarna fick bestämma vilken artist som får representera landet i Düsseldorf.
Den 19 januari 2011 meddelade RTS att man valt ut den serbiske låtskrivaren Kornelije Kovač och hans två döttrar Aleksandra Kovač och Kristina Kovač, som båda är framgångsrika artister i Serbien, att skriva varsin låt och välja ut en artist som ska framföra låten i den nationella finalen där tv-tittarna avgör vilken låt som skickas till Düsseldorf.

### Tävlande
Den 16 februari meddelade RTS de tre artisterna som kom att tävla om att bli Serbiens representant, och dagen efter presenterades låttitlarna.
| Artist           | Bidrag           | Text & musik     |
| ---------------- | ---------------- | ---------------- |
| Aleksandra Kovač | "Idemo Dalje"    | Aleksandra Kovač |
| The Breeze       | "Ring Ring Ring" | Kornelije Kovač  |
| Nina             | "Čaroban"        | Kristina Kovač   |

### Fotnoter
1. ↑  ”Arkiverade kopian”. Arkiverad från originalet den 29 december 2010. https://web.archive.org/web/20101229233649/http://www.oikotimes.com/v2/index.php?file=articles&id=8348. Läst 10 juli 2010.
2. ↑  http://www.esctoday.com/news/read/16509
3. ↑  http://www.esctoday.com/news/read/16785
4. ↑  http://www.eurovision.tv/page/news?id=25743&_t=serbia_reveal_finalists_and_song_details